# Tramway de Malte
Le tramway de Malte était un réseau de tramways électriques à voie métrique ayant existé à Malte du 23 février 1905 au 15 décembre 1929. Le réseau se composait de trois lignes ayant toutes pour origine La Valette et comme destinations les Trois Cités, Ħaż-Żebbuġ et Birkirkara. Dans les années 1920, en raison du nombre croissant de voitures sur l'île, la ligne a commencé n'être plus rentable et il fut décidé de liquider l'entreprise s'occupant de sa gestion.
Le réseau se composait des lignes suivantes :
1. La Valette – Marsa – Paola – Bormla
2. La Valette – Il-Ħamrun – Ħal Qormi – Ħaż-Żebbuġ
3. La Valette – Il-Ħamrun – Birkirkara

Initialement, une extension vers Il-Mosta était prévue mais celle-ci semble n'avoir jamais vu le jour.
Une partie des lignes étaient placées sur la route parallèle au chemin de fer de Malte, ce qui a probablement contribué au déclin des deux systèmes de transport au profit du bus et de la voiture . Le réseau a fermé le 15 décembre 1929 à la suite de la liquidation de l'entreprise qui l'exploitait et les voies ont été déposées.

## Caractéristiques

### Ligne et tracé
L'écartement de la ligne était de 1 000 mm. À l'origine, seule la section de la ligne allant de La Valette à Ħamrun était à double voie, tandis que les autres sections étaient à voie unique avec des évitements. Au fil du temps, d'autres sections ont été converties en double voie.
Le système disposait d'un dépôt situé à Marsa, qui comprenait un garage et une centrale électrique utilisée pour alimenter les lignes et l'ascenseur dans les Jardins Upper Barrakka,.

## Histoire

### Projet de tramway
En octobre 1901, la première proposition de construction d'une ligne de tramway à Malte apparaît. Sacco Albanese, un ancien employé d'Edison Manufacturing Company, a demandé une concession pour construire et exploiter un tramway pour une période de 99 ans. Sa proposition était de construire trois lignes:
- de La Valette à Ħal Qormi par Il-Ħamrun
- de La Valette à San Ġiljan avec possibilité d'extension vers Pembroke
- de La Valette à Paola via Marsa avec possibilité de construction d'un embranchement particulier vers la zone du chantier naval

La gare de départ du tramway devait se situer près de la porte de la ville de La Valette et elle devait permettre de prolonger la ligne jusqu'au centre-ville.
En 1902, il y a eu une autre proposition de construction d'un tramway desservant uniquement La Valette, mais elle fut rejetée par le gouvernement, qui s'opposait à la présence du tramway dans la ville.

### Construction du tramway
L'appel d'offres pour la construction et l'entretien du tramway est ouvert fin septembre 1902, mais une seule entreprise en fait la demande à la mi-février : Macartney, McElroy & Co. Ltd. La société a proposé de construire deux lignes : de La Valette à Tas-Sliema, de La Valette aux Trois Cités, et deux ascenseurs : à Marsamxett et à la marina près des Jardins Upper Barrakka,. Le contrat avec la compagnie fut signé le 2 juillet 1903 et il prévoyait la construction d'une ligne de La Valette à Trois Cités et Ħaż-Żebbuġ, avec la possibilité de l'étendre jusqu'à Il-Ħamrun,.
Pendant les six mois qui ont suivi la signature du contrat, les discussions étaient toujours en cours concernant les détails techniques, tels que les sections sur lesquelles où la ligne devait avoir 2 voies ou une. Les plans définitifs sont approuvés le 4 décembre 1903. Les parties se concertaient également pour trouver un endroit pour construire un dépôt et une centrale électrique, celui-ci fût finalement trouvé fin-décembre. Le gouvernement a vendu à la compagnie un terrain situé à Marsa, sur le tracé prévu vers les Trois Cités. Il a également été décidé de construire l'un des ascenseurs proposés par l'entreprise.
La construction de la centrale électrique et du dépôt débute en juin 1904. En septembre, l'entreprise a décidé d'étendre le tronçon de Il-Ħamrun à la gare de Birkirkara.

### Ouverture et premières années d'exploitation
La cérémonie d'ouverture de la ligne eut lieu le 23 février 1905 dans un dépôt de Marsa. Parmi les invités figuraient le gouverneur de Malte Charles Mansfield Clarke et sa femme et l'archevêque de Malte, Pietro Pace, qui a béni les wagons. Après le discours de McElroy, il y a eu un trajet inaugural jusqu'à la gare de La Valette,. Les travaux d'extension de la ligne vers Birkirkara se sont terminés peu après l'ouverture du premier tronçon - le 4 mars, son ouverture a eu lieu en mai,.
Dès le début de l'exploitation du tramway, il y a eu de nombreuses collisions et accidents. En avril, deux wagons circulant en sens inverse sont entrés en collision. En août, il y a eu une collision frontale d'un tramway et d'un taxi, tuant le chauffeur de taxi. L'accident le plus grave s'est produit le 30 septembre après le départ de Marsa vers Bormla (Trois Cités). Les freins ont lâché et le tramway, prenant de la vitesse, a dévalé la colline escarpée de Għajn Dwali, puis a heurté un mur de pierre et un poteau supportant le réseau de traction,. À la suite de l'accident, trois passagers sont décédés ainsi que le conducteur en formation, et plus de 20 personnes (dont le conducteur du tramway) ont été blessées.
Après l'accident, il a été décidé de reconstruire la ligne près de Għajn Dwieli pour éviter la colline abrupte. La route a été détournée plus au sud par la Pjazza Antoine de Paule. Une autre conséquence de l'accident est la publication d'un nouveau règlement pour les machinistes en avril 1906, qui, entre autres, réglemente des questions telles que l'âge minimum d'un machiniste et introduit l'obligation de passer un examen d'État.
En 1907, Macartney et McElroy ont entrepris des démarches pour créer une nouvelle société, Malta Tramways Ltd, et lui transférer la ligne. Macartney espérait vendre 125 000 actions d'une valeur d'une livre, mais seulement 18 177 £ ont finalement été collectées. La société a commencé ses activités le 1er août 1908. En 1909, un nouveau siège de la société a été ouvert près de la porte de la ville de La Valette.

### Première Guerre mondiale et liquidation du tramway
La Première Guerre mondiale a causé des problèmes d'approvisionnement, il y a eu des difficultés pour acheter des pièces de rechange et du charbon, utilisé dans la centrale de l'entreprise pour produire de l'électricité. La situation devient critique en 1917 : en octobre, la société est contrainte de suspendre l'exploitation de la ligne en raison du manque de pièces de rechange. La ligne ne reprend ses activités qu'après la fin de la guerre, en juillet 1919.
Au cours des années 1920, le nombre de voitures sur l'île a augmenté de manière significative, ce qui s'est traduit par une diminution des recettes du tramway. Au début du mois de décembre 1929, il a été décidé de cesser l'activité. La ligne a été fermée le 15 décembre.
En 1930, une tentative de vente des poteaux caténaires a eu lieu et les rails ont été retirés,. La centrale électrique de la société est restée en service jusqu'en 1931 pour fournir de l'électricité à l'ascenseur. Le siège de la société a existé jusqu'en 1950, date à laquelle il a été démoli pour le remplacer par une gare routière.

## Matériel roulant
La société disposait initialement de 16 tramways à deux étages sans toit sur le pont supérieur, construits en Angleterre par la British Electric Car Company en 1904. Ils étaient construits sur des bogies simples à quatre roues fabriqués par Brill. Les wagons numérotés de 7 à 16 sur le pont inférieur n'avaient pas de parois latérales et étaient équipés de bancs sur toute la largeur du wagon. Cinq autres voitures de ce type ont été achetées en 1905. La dernière commande de voitures particulières a été passée en 1909, quatre voitures construites par la United Electric Car Company ont alors été livrées.
Après que la société se soit chargée de pulvériser les rues pour réduire la poussière en 1906, l'achat d'un wagon-citerne semi-remorque a été effectué,. Il a été construit par la J. G. Brill Company et était équipé d'un réservoir de 1800 gallons Le moteur a été assemblé à Malte Une autre citerne similaire a été acheté en 1911.
| Numéro | Année de construction | Constructeur                         | Description                             |
| ------ | --------------------- | ------------------------------------ | --------------------------------------- |
| 1–6    | 1904                  | British Electric Car Company         | Sièges sur les côtés, allée centrale    |
| 7–16   | 1904                  | British Electric Car Company         | Des bancs sur toute la largeur du wagon |
| 17–21  | 1906                  | Brush Electrical Engineering Company | Des bancs sur toute la largeur du wagon |
| 22–25  | 1909                  | United Electric Car Company          | Sièges sur les côtés, allée centrale    |
|        | 1907                  | J. G. Brill Company                  | Wagon-citerne                           |
| 1911   |                       | J. G. Brill Company                  | Wagon-citerne                           |

Après la fermeture du tramway, les wagons ont été emmenés à la gare de Ħamrun et vendus après que leurs bogies leur étaient retirés.

## Réhabilitation
En 2008, le rapport Halcrow proposait au gouvernement de créer deux nouvelles lignes de tramway à Malte : de La Valette à Tas-Sliema, le long de la route côtière et de La Valette à Ta' Qali. Le rapport a été largement ignoré le gouvernement se concentrant sur la réforme du transport par bus. En 2016, le gouvernement a annoncé une nouvelle étude sur la réintroduction du tramway. La nouvelle étude, attendue d'ici la fin de 2020, devrait également examiner les possibilités de créer un métro ou un monorail.

## Galerie de photographies

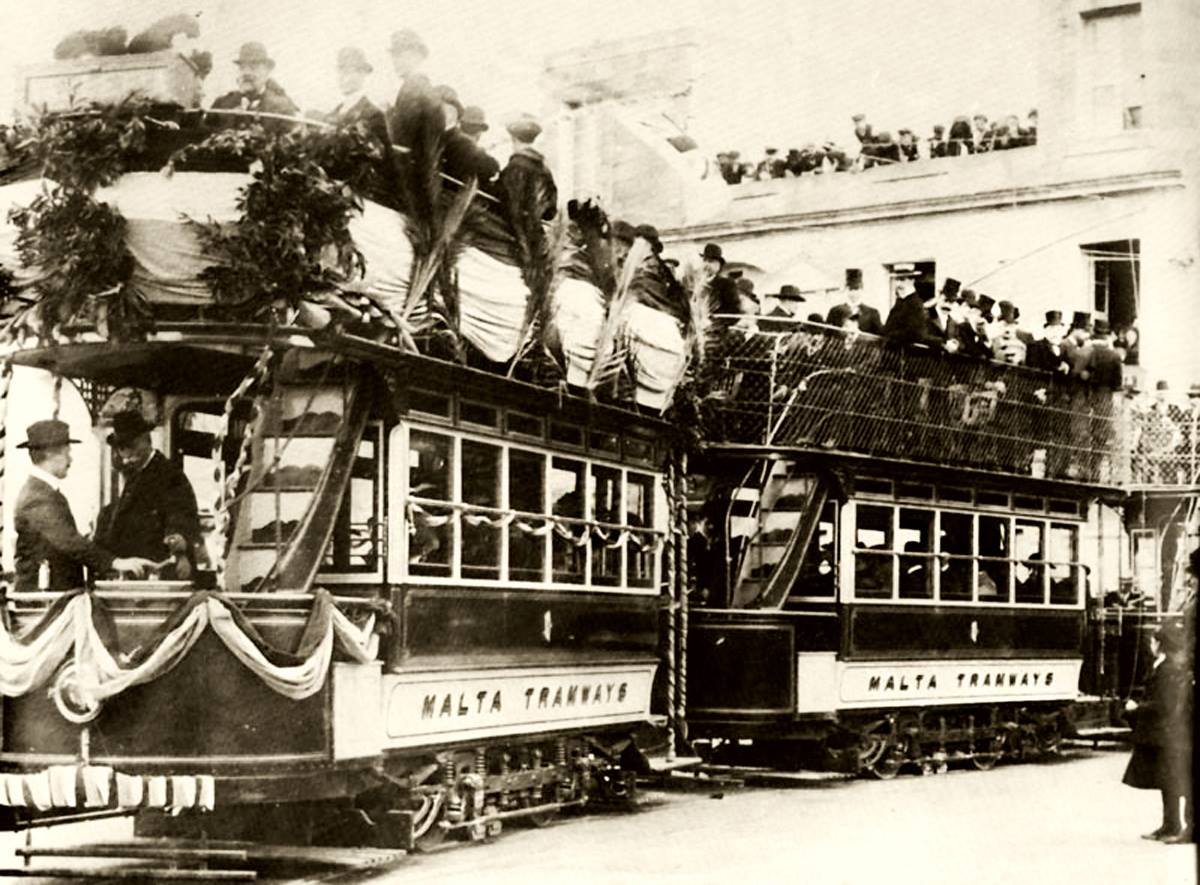
Inauguration du tramway en 1905
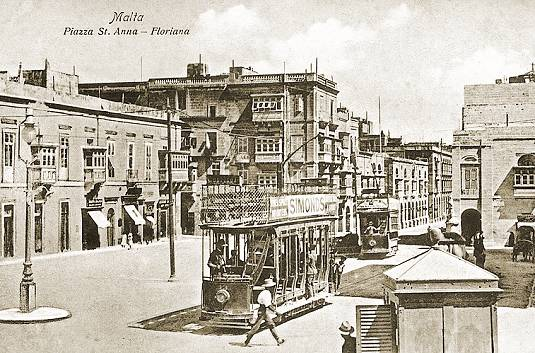
Voiture 13 sur la Piazza St Anna à Il-Furjana vers 1910.
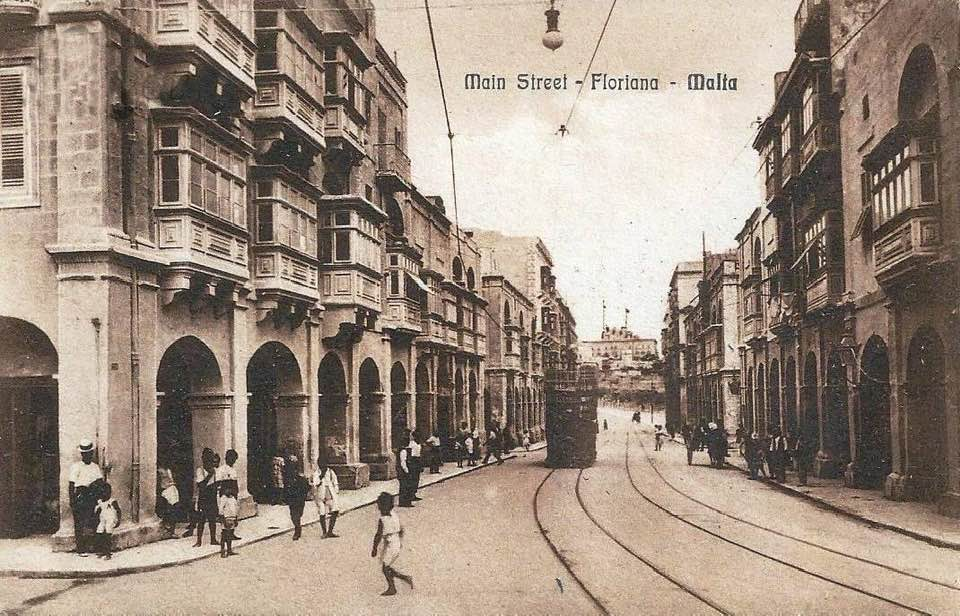
Rue St Anne à Il-Furjana vers 1910.
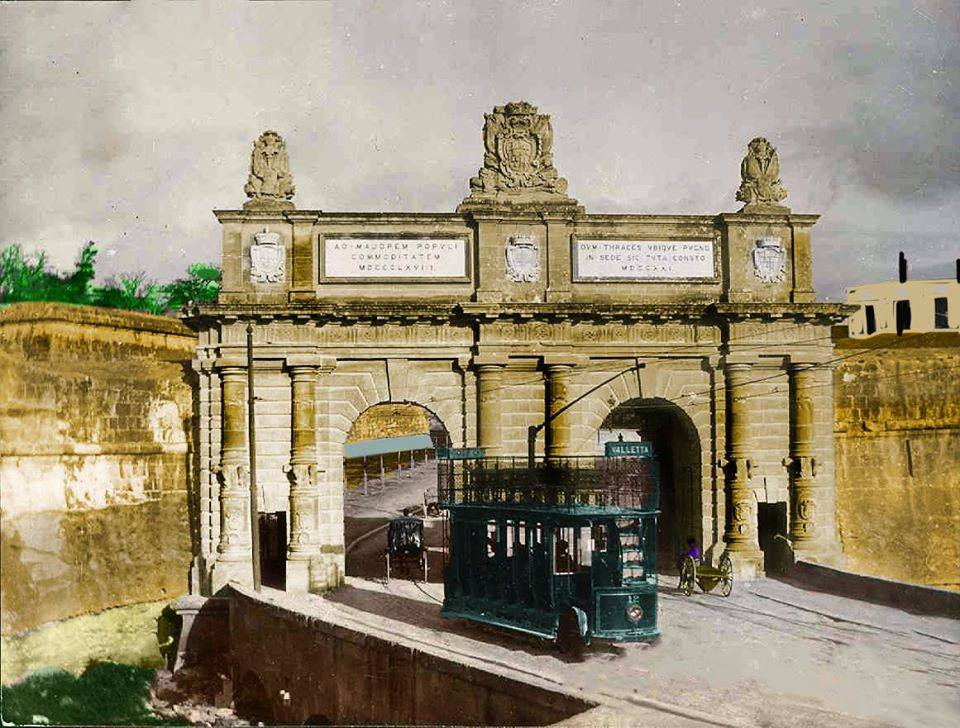
Voiture 12 à destination de La Valette sur le point de traverser la Porte des Bombes à Il-Furjana vers 1910.
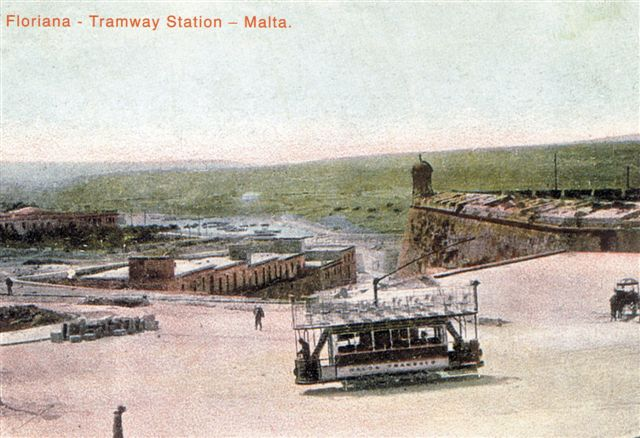
Station de tramway d'Il-Furjana
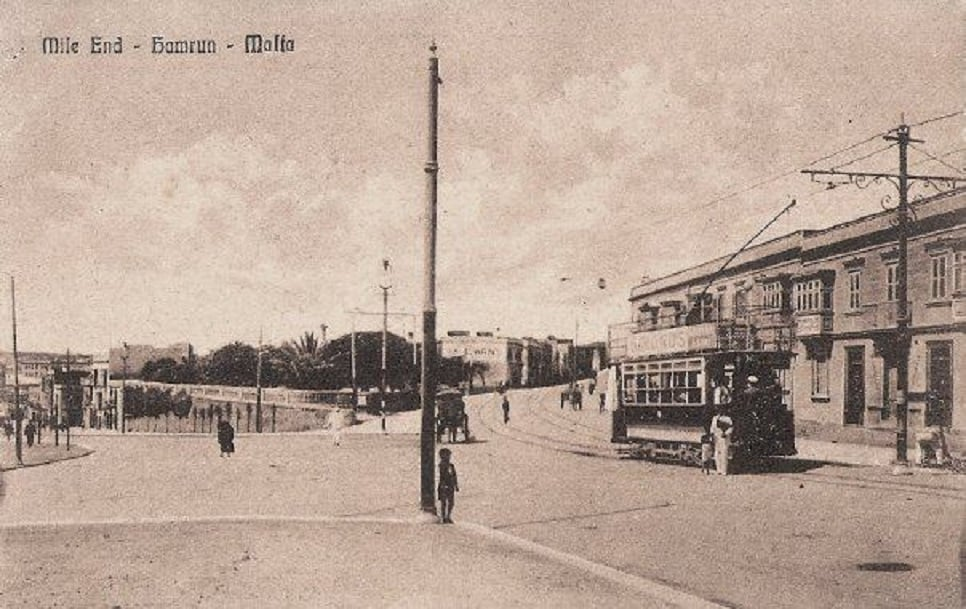
Mile End à Il-Ħamrun
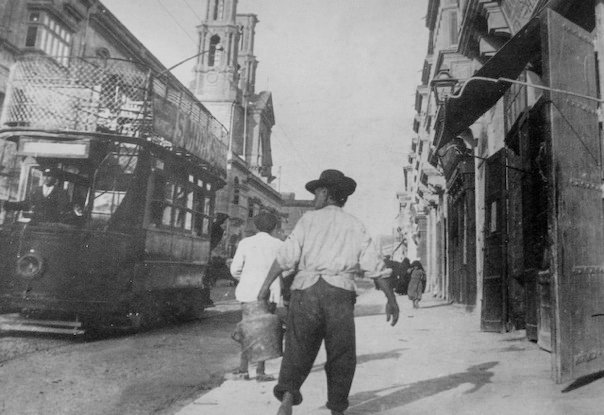
Tramway à Il-Ħamrun
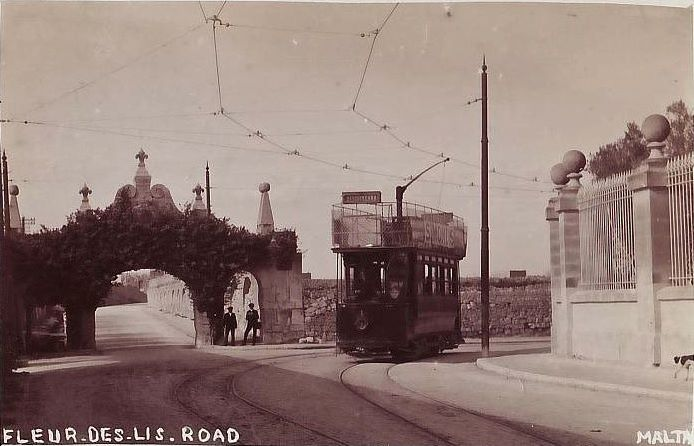
Tramway à Fleur-de-Lys
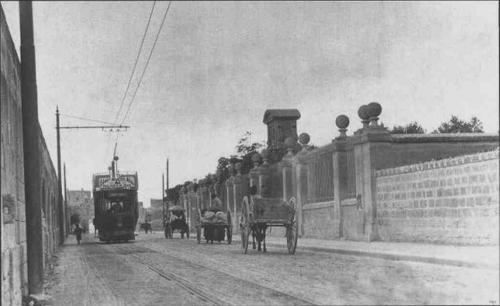
Tramway assurant un trajet Birkirkara - La Valette
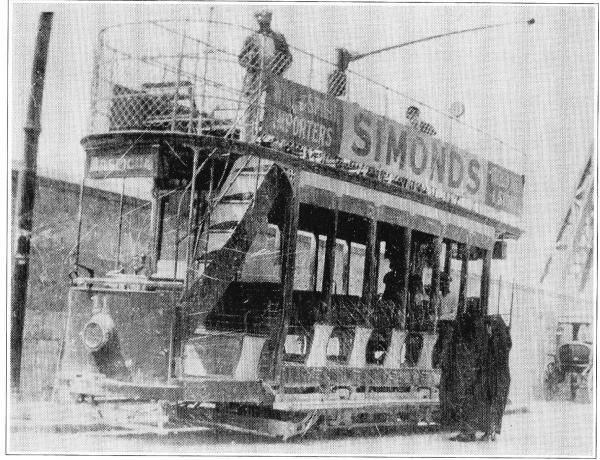
Voiture 11 en 1905
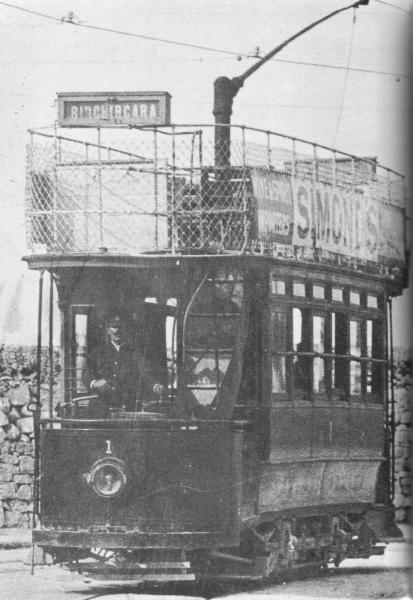
Voiture 1 en 1905
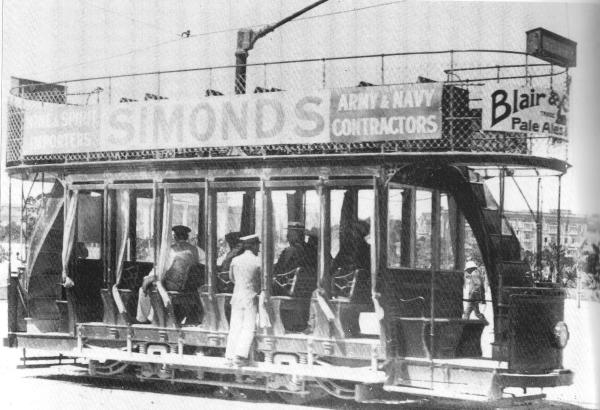
Voiture 4 en 1910
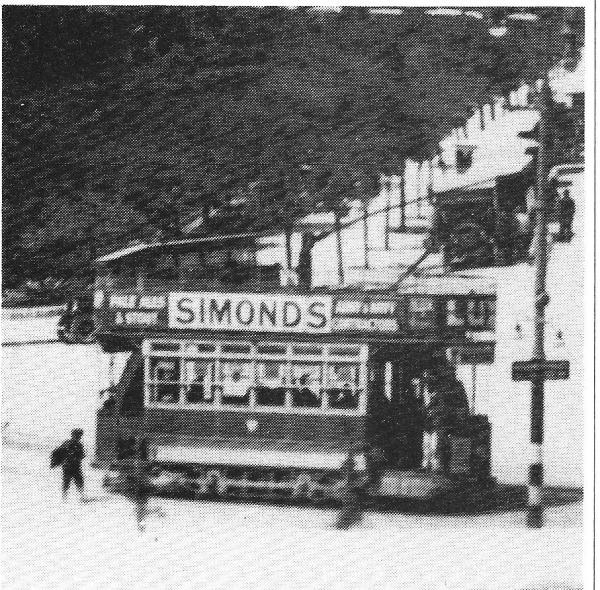
Voiture inconnue en 1910
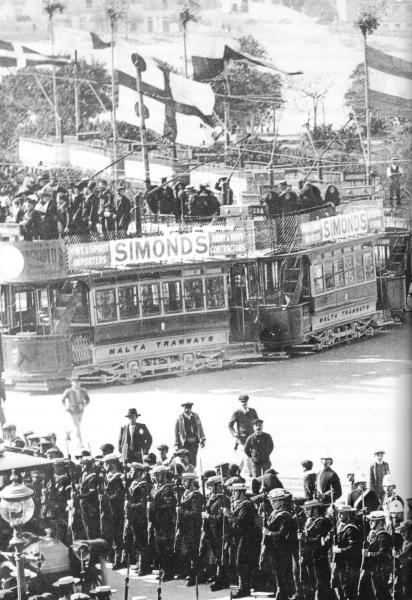
Voiture 1 en 1912
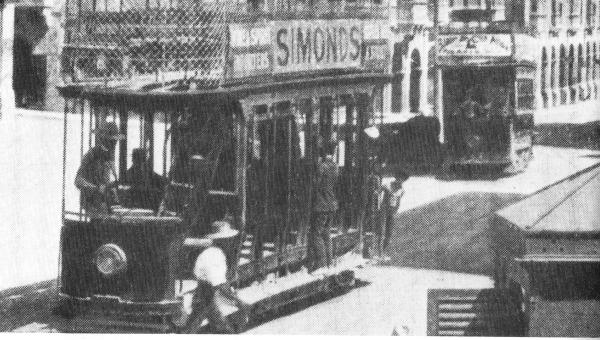
Voiture 10 en 1920
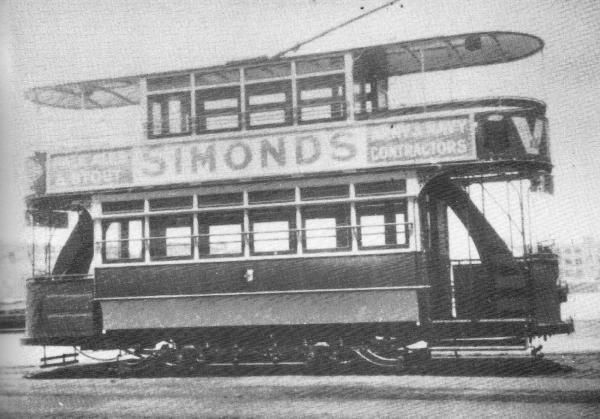
Voiture 6 en 1926
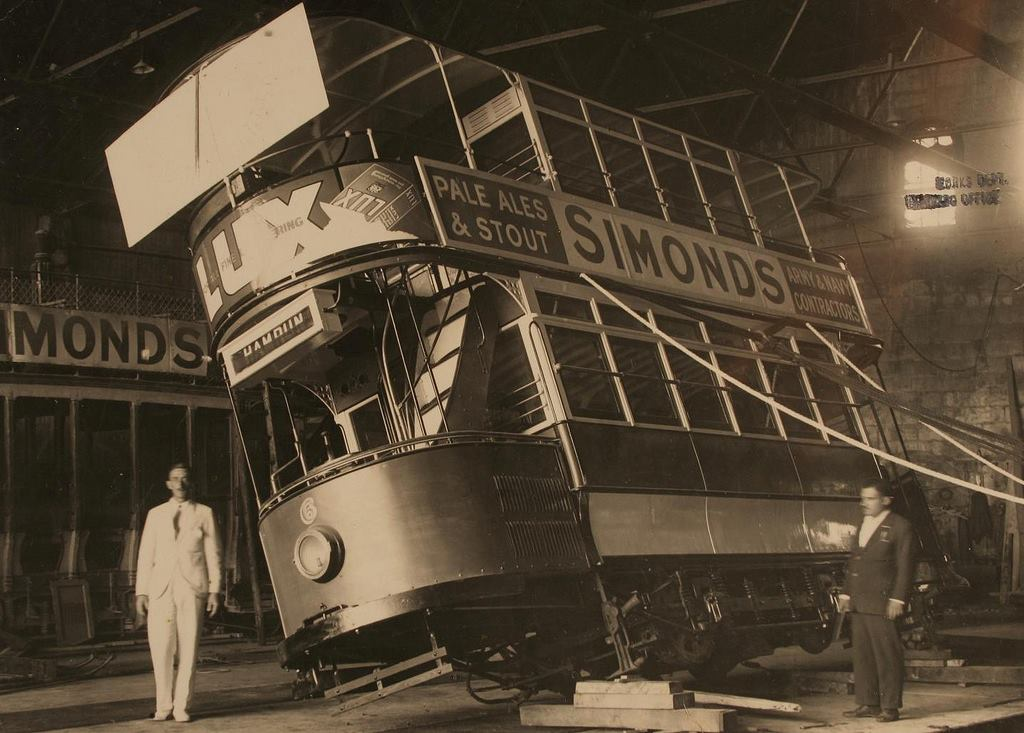
Voiture 6 en 1927
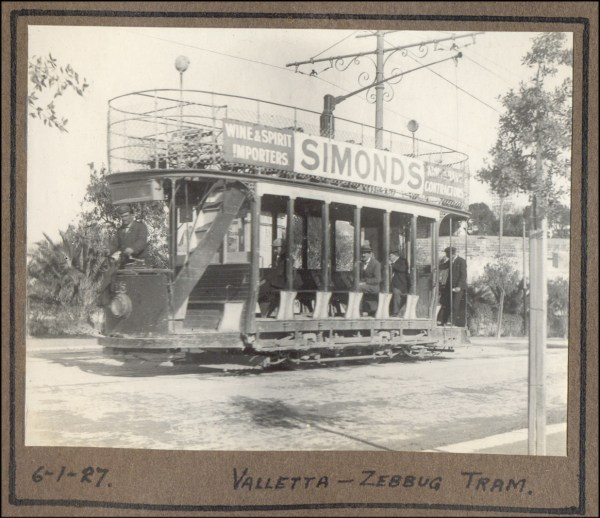
Tramway entre La Valette et Ħaż-Żebbuġ en 1927